# リヴァプール・ライム・ストリート駅
リヴァプール・ライム・ストリート駅（英: Liverpool Lime Street station）は、イギリス中部の港町リヴァプールの中央駅である。リヴァプール中心部のライム・ストリートに面している。駅は1836年開業で、現役のターミナル駅としては世界最古といわれている。

## 概要
リバプール・アンド・マンチェスター鉄道のリヴァプール側のターミナル駅として1830年に開業したクラウン・ストリート駅が不便な場所にあったため、代替として、より便利なライム・ストリートに建設されたのが当駅である。1867年、北側のトレインシェッドが完成、1871年にはホテルが入居する駅舎が完成した。1879年には南側のトレインシェッドが増築され、ほぼ現在の規模になった。
この駅に乗り入れる路線はロンドンユーストン駅を起点とするウェスト・コースト本線の支線と、マージーレールネットワークのウィラル線である。鉄道会社はマージーレールに加え、ノーザン・トレインズ、アヴァンティ・ウェスト・コースト、ロンドン・ノースウェスタン・レールウェイ（ウェスト・ミッドランズ・トレインズ）、トランスペナイン・エクスプレス、イースト・ミッドランズ・レールウェイ、トランスポート・フォー・ウェールズ・レール・サービスの6社が乗り入れており、主にノーザン・トレインズが近郊路線、その他が長距離路線を運行している。
ウィラル線のホームは地下にあるが、一方通行（時計回り）のループ線内にあるため、1面のみである。

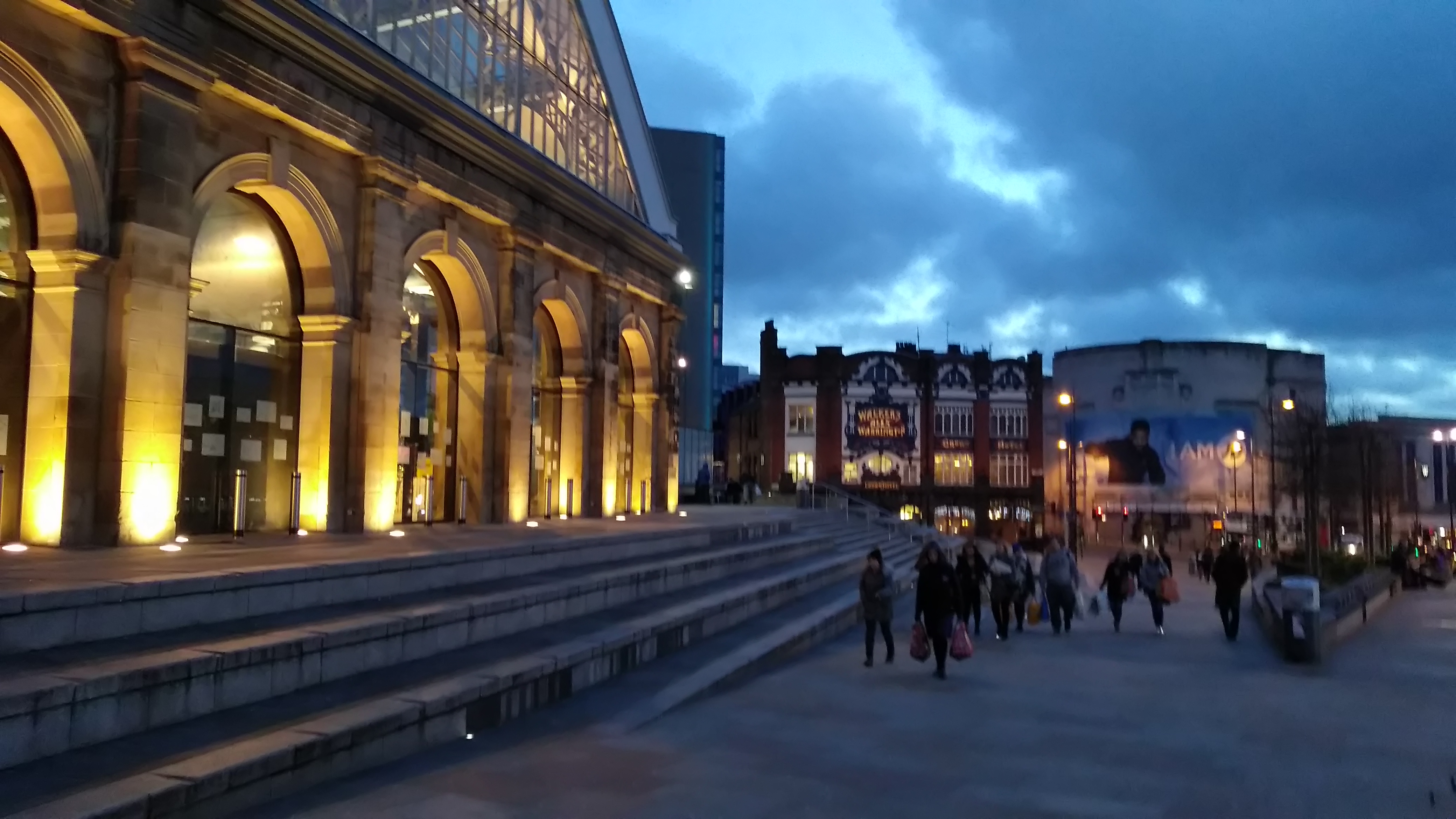
夕暮れ時の駅前
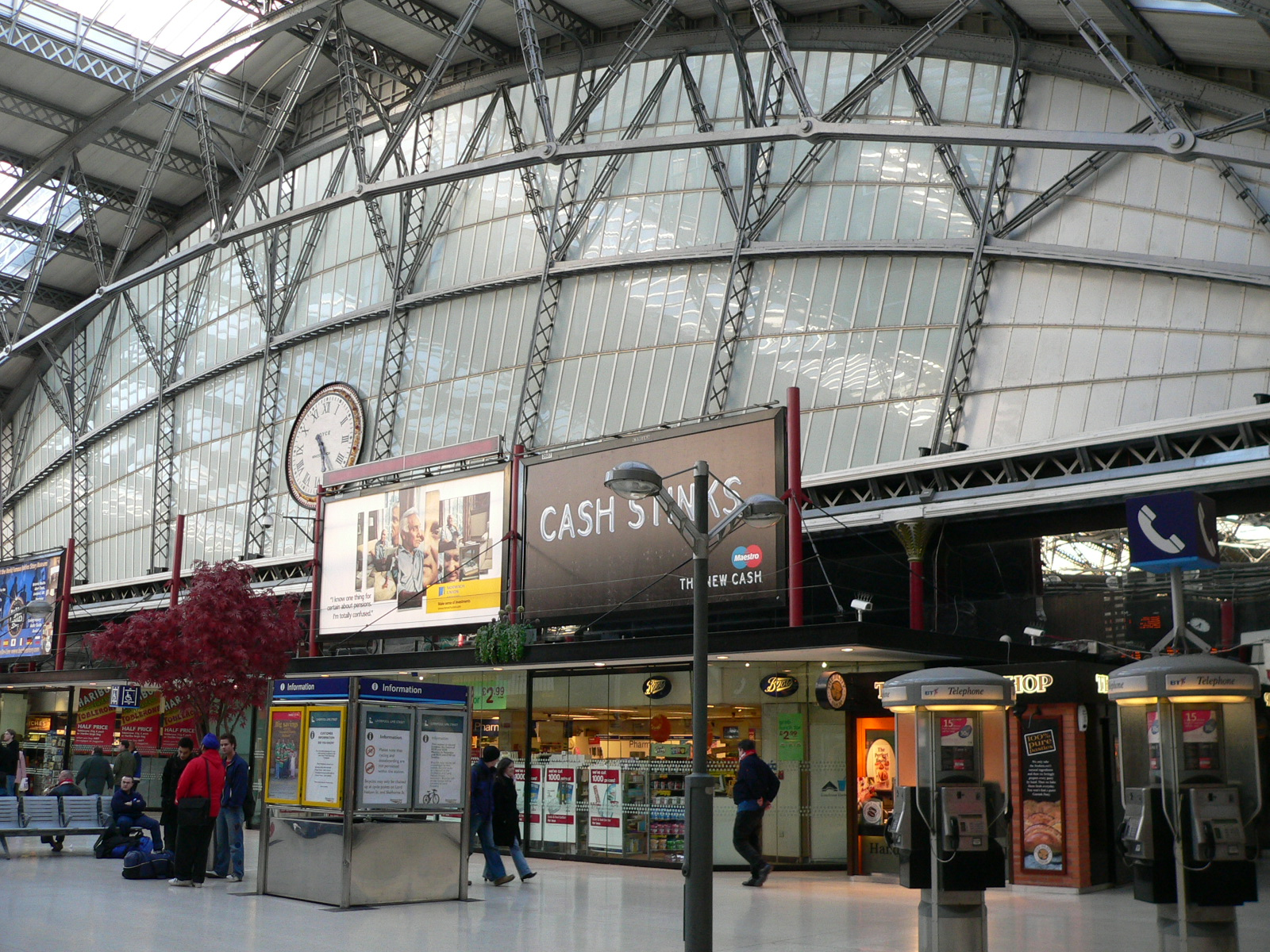
駅構内
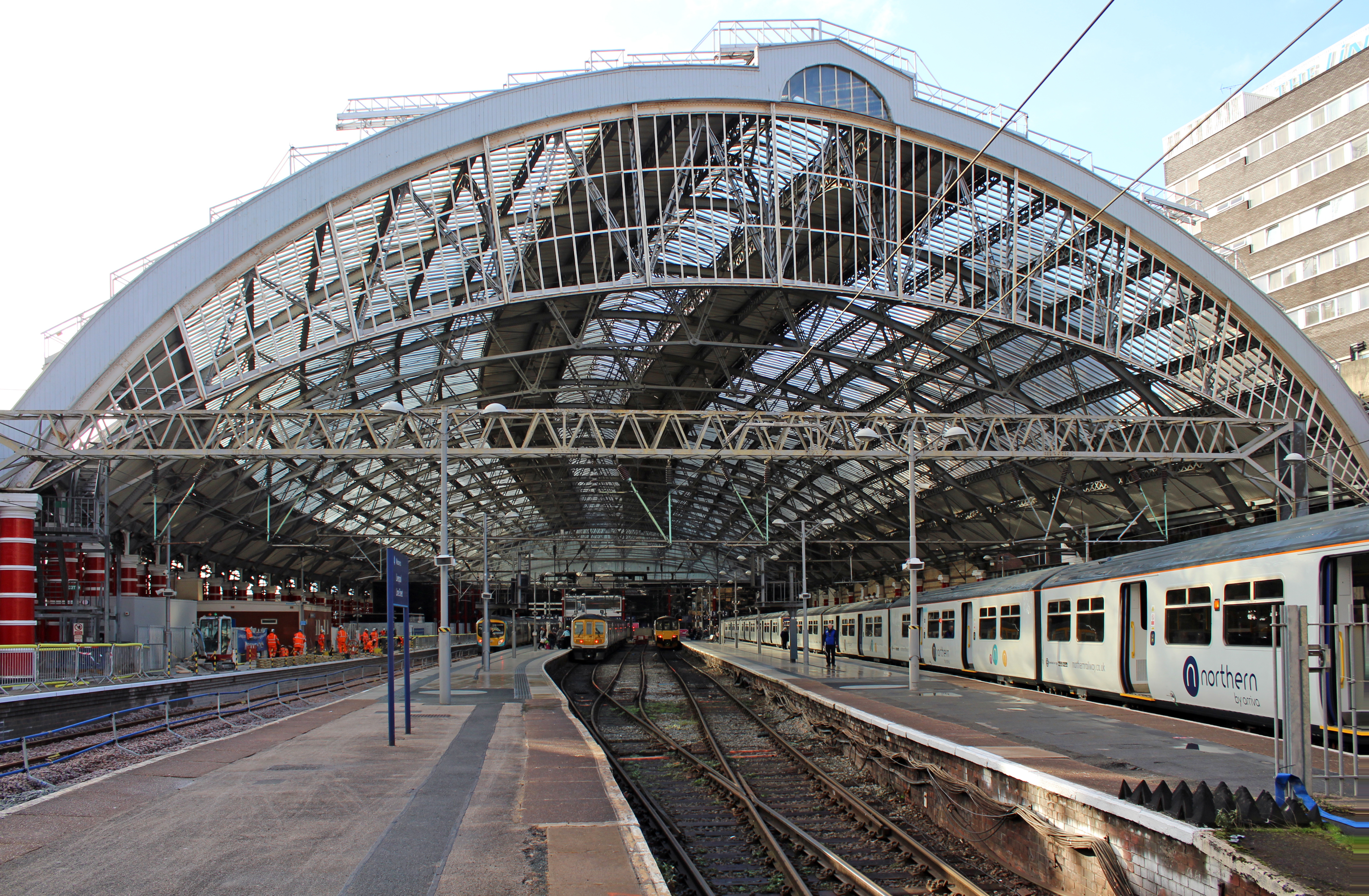
北トレインシェッド
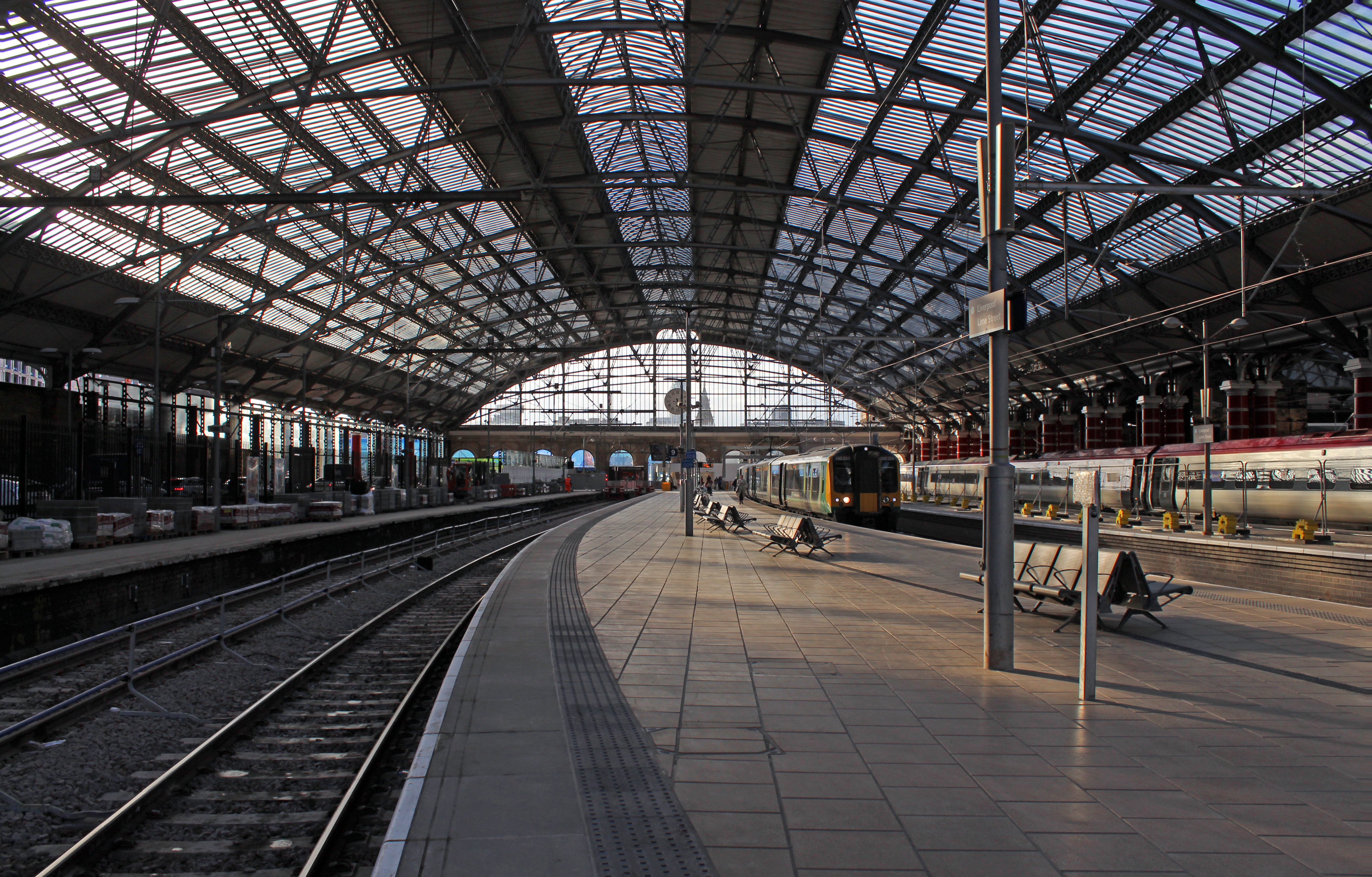
南トレインシェッド
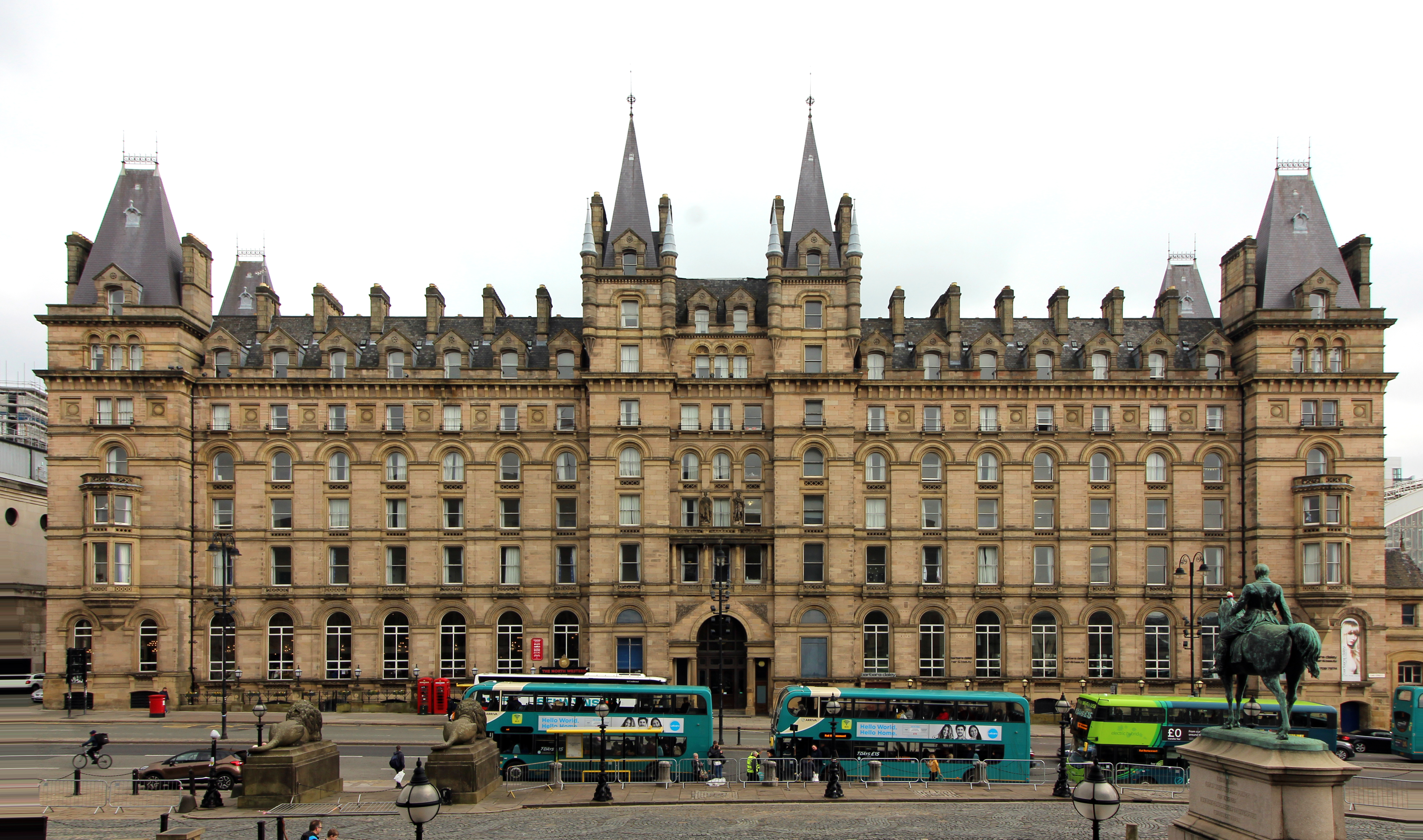
ステイションホテル
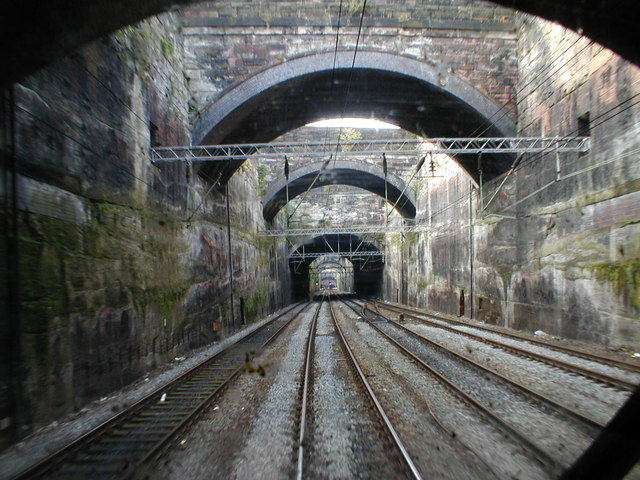
駅へのアプローチは2kmに渡り半地下構造になっている。

## 隣の駅
■イースト・ミッドランズ・レールウェイ
リヴァプール・ライム・ストリート駅 - リヴァプール・サウス・パークウェイ駅
■トランスペナイン・エクスプレス「ノース・トランスペナイン」・「トランスペナイン・ノースウェスト」
リヴァプール・ライム・ストリート駅 - リー・グリーン駅／ニュートン＝ル＝ウィローズ駅
リヴァプール・ライム・ストリート駅 - セント・ヘレンズ・セントラル駅
■ロンドン・ノースウェスタン・レールウェイ（ウェスト・ミッドランズ・トレインズ）
リヴァプール・ライム・ストリート駅 - リヴァプール・サウス・パークウェイ駅
■ノーザン・トレインズ
リヴァプール・ライム・ストリート駅 - エッジ・ヒル駅／ハイトン駅
リヴァプール・ライム・ストリート駅 - エッジ・ヒル駅／リヴァプール・サウス・パークウェイ駅
■アヴァンティ・ウェスト・コースト
リヴァプール・ライム・ストリート駅 - ランコーン駅
■トランスポート・フォー・ウェールズ・レール・サービス
リヴァプール・ライム・ストリート駅 - リヴァプール・サウス・パークウェイ駅
■マージーレール
ムーアフィールズ駅→リヴァプール・ライム・ストリート駅→リヴァプール・セントラル駅